# Skiedingsboskje
Het Skiedingsboskje is een natuurgebied nabij de gemeentegrens van Opsterland en Smallingerland bij Drachten in de Nederlandse provincie Friesland
Het niet al te grootte loofbos ligt te midden van cultuurland en vlak bij het steeds verder oprukkende Drachten, het ligt anno 2019 binnen industrieterrein Azeven Noord. In 1926 werd in het Skiedingsboskje de bospaardestaart aangetroffen door Meint Wiegersma, de latere eerste voorzitter van It Fryske Gea. In 1958 werd het Skiedingsboskje aangekocht door It Fryske Gea. 
Het was voor de provincie Friesland lange tijd de enige vindplaats van de zeldzame bospaardenstaart geweest, tot de soort begin jaren negentig van de twintigste eeuw ook elders werd gevonden. De bospaardenstaart komt niet meer voor in het bosje, maar wel in de slootkant en in het aangrenzende bouwland.
Het bosje bestaat vooral uit eiken en berken. Als ondergroei is er braam, rankende helmbloem, brede stekelvaren en adelaarsvaren. Hulst en Gelderse roos zorgen voor wat variatie, terwijl op een paar plaatsen ook hop en wilde kamperfoelie voorkomen. 

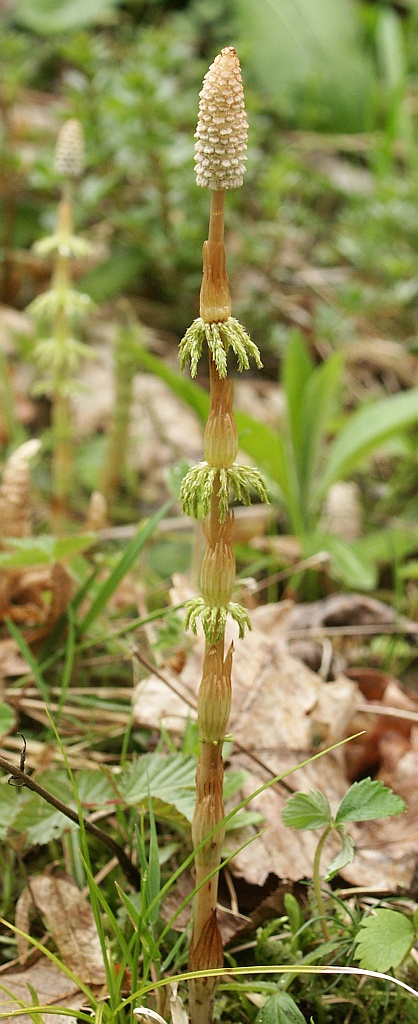
Bospaardenstaart

In 2008 zijn drie gerestaureerde pingoruïnes aan de zuidelijke rand van het bedrijventerrein Azeven Noord overgedragen aan It Fryske Gea. De pingoruïnes zijn door de restauratie drie gebiedjes met zoet water. Hiervan profiteren libellensoorten zoals de bloedrode heidelibel, de paardenbijter en de azuurwaterjuffer. Het gebied wordt beheerd onder de naam Skiedingsboskje en Pingo's A7.
Aeltsjemar
· De Alde Feanen
· Bakkeveense Duinen
· Bancopolder
· Bekhofschaans
· Bjirmen
· Blauhúster Puollen
· Bocht fan Molkwar
· Botmar
· Bouwepet
· Buismans Einekoai
· Bûtenfjild
· Van Coehoornbosk
· Delleboersterheide
· Diakonieveen
· Dobbe Stienser Aldlân
· Dobben Hurdegarypsterwarren
· Dunegeaster- en Follegeasterpolder
· Dyksfearten
· Eanjumerkolken
· Easterskar
· Einekoai Piaam
· Einekoaien Lytse Geast
· De Fluezen
· Grikelân en Turkije
· Grutte Wielen
· Heide Hulstreed
· De Hon
· Huitebuersterbûtenpolder
· Joodse begraafplaats Tacozijl
· Joodse begraafplaats Noordwolde
· Kapellepôle
· Ketelermar
· Ketliker Skar
· Kobbelân
· Lendebos
· Lindevallei
· Liphústerheide
· Makkumersúdmar
· Makkumerwaarden
· Mandefjild
· Martenastate
· Meulebos
· Meulereed
· Mokkebank
· Mûntsebuorsterpolder
· Noard-Fryslân Bûtendyks
· 't Oerd
· Ottema Wiersma reservaat
· Park Huize Olterterp
· Park Jongemastate
· Peazemerlannen
· Petgatten De Feanhoop
· Polders Koarnwert
· Ringwiel
· Rysterbosk
· De Ryp
· Schaopedobbe
· Séfonsterpolder
· Sippen-finnen
· Skiedingsboskje
· Slachtedyk
· Steile Bank
· Stokersdobbe
· Sudermarpolder
· Syp Set
· Taconisbosk
· Tsjongerwâlen
· Teroelster Sipen
· Unlân fan Jelsma
· Van Asperen einekoaien
· Warkumermar
· Warkumerwaard
· 't West
· Wilhelmina-oard
· Ychtenerfeanpolder